# Rafael Montoro
Rafael de Montoro y Valdés (La Habana, 24 de octubre de 1852-La Habana, 14 de agosto de 1933), marqués de Montoro, fue un político, abogado, historiador, ensayista, crítico literario y escritor español, que se nacionalizó cubano tras la independencia de Cuba. Su formación básica estaba influenciada por los filósofos alemanes Immanuel Kant y Georg Wilhelm Friedrich Hegel. Destacó por su brillante y elocuente oratoria. Tomó parte en el breve gobierno autonómico cubano de 1898, como secretario de Hacienda.

## Biografía
Rafael Montoro nació en La Habana, en ese entonces era la Capitanía General de Cuba que era parte de España en 1852. Realizó su formación en su ciudad natal y el curso 1862-1863 realizó estudios en el colegio de El Salvador. 
Con doce años se trasladó a Europa, donde visitó Inglaterra y Francia y Estados Unidos. Completó sus estudios básicos en Nueva York en 1866 volviendo a Cuba al año siguiente matriculándose en el colegio San Francisco de Asís donde recibió sus primeras clases de oratoria de mano de Antonio Zambrana.

### Residencia en Madrid
Volvió a Francia en 1868 y se trasladó a España fijando su residencia en Madrid. En la capital de España se matriculó en la universidad para cursar la carrera de Derecho. Colaboró en la Revista Contemporánea en la que publicó varios artículos, y participó activamente en las labores del Ateneo en donde coincidió con relevantes figuras de la vida intelectual madrileña como Cánovas, Azcárate y Castelar. Fue secretario de la Asociación de Escritores y Artistas Españoles. Durante su estancia en la península ibérica conoció al padre de la independencia cubana José Martí.
En 1897 rey Alfonso XIII le concedió el título de marqués de Montoro.

### Regreso a Cuba

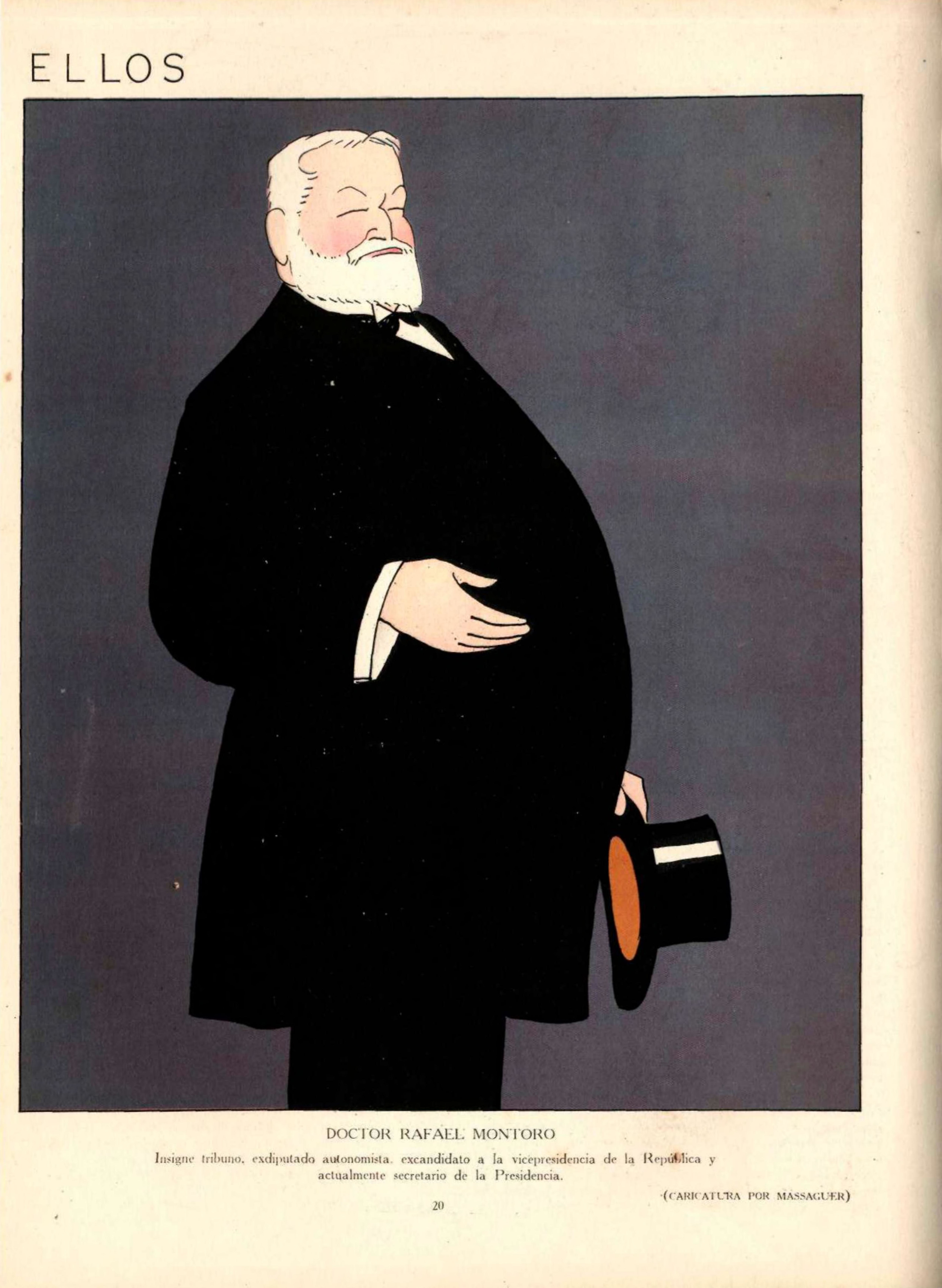
Retratado por Massaguer en la revista Social (1919)

En 1878 volvió a la isla y fundó junto con José María Gálvez Alonso el Partido Liberal Autonomista de Cuba del que fue su líder e ideólogo por más de veinte años. Ocho años después de la fundación el partido Rafael Montoro fue elegido diputado en las Cortes Españolas. Dos años antes se había licenciado en Derecho Civil y Canónico por la Universidad de La Habana.
En 1898 realizó funciones de secretario de Hacienda del breve gobierno autonomista y al obtener la independencia ejerció diversos cargos en los diferentes gobiernos llegando a ocupar, en el período entre 1921 y 1925 la Secretaría de Estado bajo la presidencia de Mario García Menocal, ya había sido secretario de la Presidencia entre 1913 y 1921. En 1908 había intentado realizar un pacto con el Partido Conservador para obtener la vicepresidencia, pero no consiguieron el acuerdo.
En 1910 se funda en Cuba la Academia Nacional de Artes y Letras en la que Montoro figuró como miembro de número desde su fundación. En 1926 ingresó en la Academia de la Historia de Cuba. Formó parte de la Real Academia Española.
Falleció en su ciudad natal en 1933.

## Su obra
La obra de Montoro fue extensa y variopinta con temas de carácter filosófico, sociológicos, económicos y políticos, así como en la crítica literaria. Publicó más de 350 artículos en diferentes medios escritos, tanto de Cuba como de España. Sus discursos parlamentarios, los de las Cortes Españolas y del Congreso de Cuba, así como los políticos y conferencias han sido publicados en Estados Unidos. Son un ejemplo de oratoria clara y rica. Casi toda su obra ha sido editada, en cuatro tomos, en Cuba, dos años antes e su muerte.